# Rumicastrum
Rumicastrum je biljni rod iz porodice bunarkovki rasptostranjenih uglavnom u Zapadnoj Australiji, i nešto u Južnoj Australiji i Viktorija.. Preko 60 vrsta prebačenp je u ovaj rod iz roda Calandrinia

## Povijest
Više od 30 godina stručnjaci za vrste porodice Montiaceae slažu se da australske vrste klasificirane u Calandrinia Kunth pripadaju različitoj i divergentnoj lozi čije je najstarije valjano objavljeno ime Rumicastrum Ulbrich. Godine 1998. više od polovice prihvaćenih vrsta pogreškom je prebačeno u novi rod, Parakeelya Hershk. Međutim, taksonomisti i baze podataka nastavili su klasificirati vrstu u Calandrinia, zbunjujući taksonomiju potonje. Ovdje je 65 australskih vrsta klasificiranih u Calandrinia prebačeno u Rumicastrum. Ovo dovršava filogenetsku reviziju taksonomije Montiaceae započetu prije više od 30 godina.

## Vrste
1. Rumicastrum arenicolum (Syeda) Hershk.
2. Rumicastrum baccatum (Obbens) Hershk.
3. Rumicastrum balonense (Lindl.) Carolin
4. Rumicastrum brevipedatum (F. Muell.) Carolin
5. Rumicastrum butcherense (Obbens) Hershk.
6. Rumicastrum calyptratum (Hook. fil.) Carolin
7. Rumicastrum chamaecladum (Diels) Ulbr.
8. Rumicastrum compositum (Nees) Carolin
9. Rumicastrum corrigioloides (F. Muell. ex Benth.) Carolin
10. Rumicastrum creethae (Morrison) Carolin
11. Rumicastrum crispisepalum (Obbens) Hershk.
12. Rumicastrum cygnorum (Diels) Carolin
13. Rumicastrum cylindricum (Poelln.) Carolin
14. Rumicastrum dielsii (Poelln.) Carolin
15. Rumicastrum dipetalum (J. M. Black) Carolin
16. Rumicastrum dispermum (J. M. Black) Carolin
17. Rumicastrum eremaeum (Ewart) Carolin
18. Rumicastrum flavum (Obbens) Hershk.
19. Rumicastrum gracile (Benth.) Carolin
20. Rumicastrum granuliferum (Benth.) Carolin
21. Rumicastrum holtumii (Obbens & L. P. Hancock) Hershk.
22. Rumicastrum hortiorum (Obbens) Hershk.
23. Rumicastrum kalanniense (Obbens) Hershk.
24. Rumicastrum lefroyense (Obbens) Hershk.
25. Rumicastrum lehmannii (Endl.) Carolin
26. Rumicastrum liniflorum (Fenzl) Carolin
27. Rumicastrum maryonii (S. Moore) Carolin
28. Rumicastrum mirabile (Chinnock & J. G. West) Hershk.
29. Rumicastrum monogynum (Poelln.) Carolin
30. Rumicastrum monospermum (Syeda ex Obbens) Hershk.
31. Rumicastrum morrisae (Goy) Carolin
32. Rumicastrum oblongum (Syeda & Carolin) Hershk.
33. Rumicastrum opertum (Obbens) Hershk.
34. Rumicastrum orarium (Obbens) Hershk.
35. Rumicastrum papillatum (Syeda) Carolin
36. Rumicastrum pentavalve (Obbens) Hershk.
37. Rumicastrum petrophilum (J. G. West & Albr.) comb. ined.
38. Rumicastrum pickeringii (A. Gray) Carolin
39. Rumicastrum pleiopetalum (F. Muell.) Carolin
40. Rumicastrum polyandrum (Benth.) Carolin
41. Rumicastrum polypetalum (Fenzl) Carolin
42. Rumicastrum poriferum (Syeda) Carolin
43. Rumicastrum primuliflorum (Diels) Carolin
44. Rumicastrum ptychospermum (F. Muell.) Carolin
45. Rumicastrum pumilum (Benth.) Carolin
46. Rumicastrum quadrivalve (F. Muell.) Carolin
47. Rumicastrum quartziticum (Obbens) Hershk.
48. Rumicastrum remotum (J. M. Black) Carolin
49. Rumicastrum reticulatum (Syeda) Carolin
50. Rumicastrum rubrisabulosum (Obbens) Hershk.
51. Rumicastrum schistorhizum (Morrison) Carolin
52. Rumicastrum sculptum (Obbens & J. G. West) Hershk.
53. Rumicastrum spergularinum (F. Muell.) Carolin
54. Rumicastrum sphaerophyllum (J. M. Black) Carolin
55. Rumicastrum stagnense (J. M. Black) Carolin
56. Rumicastrum stenogynum (Domin) Carolin
57. Rumicastrum strophiolatum (F. Muell.) Carolin
58. Rumicastrum tepperianum (W. Fitzg.) Carolin
59. Rumicastrum tholiforme (Obbens) Hershk.
60. Rumicastrum translucens (Obbens) Hershk.
61. Rumicastrum tumidum (Syeda) Hershk.
62. Rumicastrum umbelliforme (Obbens) Hershk.
63. Rumicastrum uncinellum (Obbens) Hershk.
64. Rumicastrum uniflorum (F. Muell.) Carolin
65. Rumicastrum vernicosum (Obbens) Hershk.
66. Rumicastrum volubile (Benth.) Carolin
67. Rumicastrum wilsonii (Obbens) Hershk.

## Sinonimi
- Parakeelya Hershk. in Phytologia 84: 101 (1998 publ. 1999)